# Зворотний клапан

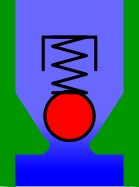

Зворо́тний кла́пан (англ. check valve, clack valve, non-return valve, one-way valve) — спрямівний гідроапарат (пневмоапарат), призначений для перепускання робочого середовища тільки в одному напрямку та запирання у зворотному напрямку. Клапан є самодіючим. Ідеальний зворотний клапан переходить з відкритого стану до закритого чи навпаки у залежності від знаку перепаду тисків на ньому. На практиці ж більшість клапанів відкривається при досягненні порогового перепаду тисків, що має назву тиск відкриття.

## Призначення

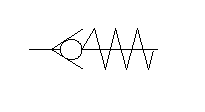
Умовна графічна познака зворотного клапана

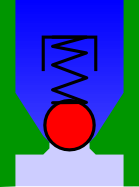
Кульовий зворотний клапан у відкритому стані (мал. вгорі) пропускає рідину і у закритому (мал. внизу) блокує зворотний потік

Зворотні клапани використовуються для забезпечення протікання рідин чи газів по трубопроводах в одному напрямку а також захисту трубопроводів, насосів ємностей під тиском та захисту систем від витікань при руйнуванні окремих її складових.

## Класифікація
У залежності від способу замикання зворотні клапани поділяються на:
- кульові;
- золотникові;
- дискові;
- мембранні.

Окрему групу зворотних клапанів утворюють керовані зворотні клапани — гідрозамки.